# Mesa (Erau)
Mesa (nom occità, en francès Mèze) és un municipi occità del Llenguadoc, situat al departament de l'Erau i a la regió d'Occitània. L'any 1999 tenia 7.630 habitants.